# Mauri Vansevenant
Mauri Vansevenant (Oostende, 1 juni 1999) is een Belgisch wielrenner die in juli 2020 prof werd bij Deceuninck–Quick-Step. Hij is de zoon van ex-wielrenner Wim Vansevenant.

## Biografie
Mauri begon als veldrijder bij KVC Noordzeemeeuw. In 2017 maakte hij als junior deel uit van Spider King-EFC-L&R-Trek, het sterke junioren satellietteam van Trek-Segafredo. Hij won in april 2017 de koninginnenrit in de Ster van Zuid-Limburg. 2017 was ook het jaar van de doorbraak op de weg. Enkele weken later werd hij door Carlo Bomans in de nationale selectie opgenomen. In juni 2017 kwam hij in een afdaling van een berg zwaar ten val in Classique des Alpes toen hij op weg leek naar de overwinning. Hij werd afgevoerd met twee gebroken nekwervels. In 2018 werd hij belofte bij EFC-L&R-Trek. Hij won in 2018 het jongerenklassement in de Ronde van de Aostavallei en eindigde als tiende in het algemeen klassement. Een jaar later veroverde hij in dezelfde wedstrijd naast het jongerenklassement ook het algemene klassement, nadat hij de leiderstrui na de derde etappe had overgenomen van de Fransman Jeremy Bellicaud. Vansevenant had in het eindklassement 4'30" voorsprong op de eerste achtervolger, de Brit Adam Hartley. Op 31 augustus tekende hij een profcontract bij Deceuninck-Quick Step. Hij werd er prof vanaf 1 augustus 2020. Uiteindelijk werd hij twee weken eerder prof. In de Trofeo Laiguelia werd hij derde achter Bauke Mollema en verloor de sprint om de tweede plaats van Egan Bernal.

## Overwinningen
2017
4e Rit Ster van Zuid-Limburg
2018
Jongerenklassement Ronde van de Aostavallei
2019
Eind- en jongerenklassement Ronde van de Aostavallei
2021
GP Industria & Artigianato-Larciano
2023
5e etappe Ronde van Oman
2024
3e etappe Ronde van Luxemburg

## Resultaten in voornaamste wedstrijden
| Jaar | Ronde van Italië | Ronde van Frankrijk | Ronde van Spanje |
| ---- | ---------------- | ------------------- | ---------------- |
| 2020 |                  |                     |                  |
| 2021 |                  |                     | 101e             |
| 2022 | 30e              |                     |                  |
| 2023 |                  |                     |                  |
| 2024 | 30e              |                     | 49e              |
| 2025 |                  |                     |                  |

| Jaar | Amstel Gold Race | Luik-Bast.‑Luik | Ronde van Lombardije | Waalse Pijl | Clásica San Sebastián |
| ---- | ---------------- | --------------- | -------------------- | ----------- | --------------------- |
| 2020 |                  | 91e             |                      | 84e         |                       |
| 2021 | 67e              | 80e             |                      | 27e         |                       |
| 2022 |                  | 23e             | 20e                  | 64e         |                       |
| 2023 |                  |                 | 31e                  |             | 40e                   |
| 2024 | 4e               | 6e              | 56e                  | opgave      | 25e                   |
| 2025 | 42e              | 35e             |                      | 29e         | 55e                   |

#### Resultaten in kleinere rondes
| Jaar | Ronde van de VAE | Parijs-Nice | Ronde van het Baskenland | Ronde van Zwitserland | Critérium du Dauphiné |
| ---- | ---------------- | ----------- | ------------------------ | --------------------- | --------------------- |
| 2021 |                  |             | 11e                      | 64e                   |                       |
| 2022 |                  | 20e         | 46e                      |                       |                       |
| 2023 |                  |             |                          |                       | 58e                   |
| 2024 | 18e              |             |                          |                       |                       |

## Ploegen
- 2020 –  Deceuninck–Quick-Step (vanaf 15 juli)
- 2021 –  Deceuninck–Quick-Step
- 2022 –  Quick Step-Alpha Vinyl
- 2023 –  Soudal-Quick Step
- 2024 –  Soudal-Quick Step
- 2025 –  Soudal Quick-Step

Alaphilippe  · Almeida · Archbold · Asgreen · Bagioli · Ballerini · Bennett · Cattaneo · Cavagna · Declercq · Devenyns · Evenepoel   · Garrison · Hodeg · Honoré · Jakobsen · Jungels · Keisse · Knox · Lampaert · Masnada · Mørkøv · Sénéchal · Serry · Steels · Steimle · Štybar · Van Lerberghe · Quinn (stagiair) · Vansevenant (stagiair)
Alaphilippe  · Almeida · Archbold · Asgreen · Bagioli · Ballerini · Bennett · Cattaneo · Cavagna · Cavendish · Černý · Declercq · Devenyns · Evenepoel · Garrison · Hodeg · Honoré · Jakobsen · Keisse · Knox · Lampaert · Masnada · Mørkøv · Sénéchal · Serry · Steels · Steimle · Štybar · Van Lerberghe · Vansevenant · Osborne (stagiair) · Van Tricht (stagiair)
Alaphilippe  · Asgreen · Bagioli · Ballerini · Cattaneo · Cavagna · Cavendish · Černý · Declercq · Devenyns · Evenepoel  · Honoré · Jakobsen  · Keisse · Knox · Lampaert · Masnada · Mørkøv · Schmid · Sénéchal · Serry · Steels · Steimle · Štybar · Svrček (vanaf 1/7) · Van Lerberghe · Van Tricht · Van Wilder · Vansevenant · Vernon · Vervaeke · Raccani (stagiair)
Alaphilippe · Asgreen · Bagioli · Ballerini · Cattaneo · Cavagna · Černý · Declercq · Devenyns · Evenepoel    · Hirt · Jakobsen  · Knox · Lampaert · Masnada · Merlier · Mørkøv · Pedersen · Schmid · Sénéchal · Serry · Steimle · Svrček · Van Lerberghe · Van Tricht · Van Wilder · Vansevenant · Vernon · Vervaeke
Alaphilippe · Asgreen · Bastiaens · Cattaneo · Černý · Evenepoel      · Gelders · Hirt · Huby · Knox · Lampaert · Lamperti · Landa · Lecerf · Magnier · Masnada · Merlier · Moscon · Pedersen · Reinderink · Serry · Svrček · Van Lerberghe · Van Wilder · Vangheluwe · Vansevenant · Vervaeke · Warlop